# ChipTest
ChipTest est un ordinateur d'échecs conçu en 1985 par Feng-hsiung Hsu, Thomas Anantharaman et Murray Campbell à l'Université Carnegie-Mellon. Il est le prédécesseur de Deep Thought et de Deep Blue.
ChipTest est basé sur un générateur de coup utilisant une technologie VLSI spéciale et développée par Hsu. Il est contrôlé par une station de travail Sun-3/160 et capable de calculer 50 000 coups par seconde. En août 1987, ChipTest est renommé en ChipTest-M (M pour microcode), cette nouvelle version avait corrigé des bugs, calculait dix fois plus vite, à 500 000 coups par seconde et tournait sur une station Sun-4. ChipTest-M gagne le championnat Nord-Américain d'échecs des ordinateurs (NACCC) en 1987.
Deep Thought 0.01 est créé en mai 1988, la version 0.02 de novembre est capable de calculer 720 000 coups par seconde grâce à deux processeurs d'échecs VLSI, il gagne le championnat du monde d'échecs des ordinateurs (WCCC) en 1989 avec un score parfait (5-0)